# Stjepan III. Pavlović Lučić
Stjepan III. Pavlović Lučić (Makarska, 7. kolovoza 1790. – Kotor, 2. ožujka 1853.), hrvatski katolički svećenik i visoki crkveni dužnosnik.

## Životopis
Rodio se je 1790. godine u Makarskoj u plemenitaškoj obitelji Pavlović Lučić. Za svećenika se zaredio sredinom kolovoza 1814. godine. Studirao u Padovi. Potom je postao kapelan, ravnatelj splitskog nadbiskupskog sjemeništa, docent u Splitu od 1823. do 1825. godine. Bio na institutu u Beču. Od 1824. je za račun austrijske vlade bio duhovni pomoćnik osuđenicima na smrt zatočenima u Špilberku, gdje su bili zatvoreni talijanski risogrimentisti Silvio Pellico i Piero Maroncelli.
Obnašao je dužnost biskupa Kotorske biskupije. Za biskupa je određen krajem lipnja 1827., potvrđen za biskupa 28. siječnja 1828. te posvećen 4. svibnja 1828. godine. Za biskupa ga je posvetio sanktpöltenski biskup Jakob Frint. Dužnost je obnašao sve do smrti 2. ožujka 1853. godine.
U izvorima na talijanskom jeziku spominje se kao Stefano Paulowich-Lucich.